# Telecom 2A
Telecom 2A ist ein Fernsehsatellit der France Télécom S.A./CNES. Er wurde 1991 vom Centre Spatial Guyanais, dem Weltraumbahnhof Kourou (Französisch-Guayana), ins All befördert. Telecom 2A hatte ein Startgewicht von 2.275 Kilogramm.
Telecom 2A befindet sich in einem inclined Orbit. Nur bei besonderen Anlässen ist der Satellit aktiv, so zum Beispiel während der Tour de France oder zu Präsidentschaftswahlen.
Sendungen sind auf Ku- und C-Band-Frequenzen zu finden. Auch analoge Ausstrahlungen sind hier noch angesiedelt.

## Positionen
- 16. Dezember 1991 bis April 1992 auf 3° Ost
- April 1992 bis Oktober 2001 auf 8° West
- November 2001 bis Oktober 2005 auf 3° Ost
- Seit Oktober 2005 befindet er sich im inclined Orbit.

## Empfang
Der Satellit kann in Europa empfangen werden. Der Empfang ist in allen Teilen D-A-CH mit einem Schüsseldurchmesser zwischen 60 und 90 cm möglich, da der Satellit im sogenannten „inclined orbit“ liegt. Das ist aber verschmerzbar, da er ohnehin keine regulären TV-Programme abstrahlt.